# Muktar Edris
Muktar Edris (* 14. ledna 1994) je etiopský vytrvalostní běžec, mistr světa v běhu na 5000 metrů z roku 2017.

## Sportovní kariéra
V roce 2012 se stal juniorským mistrem světa v běhu na 5000 metrů. O rok později doběhl na této trati na světovém šampionátu dospělých sedmý. Úspěšný je také na světových šampionátech v přespolním běhu – v roce 2016 byl členem vítězného etiopského mužstva a mezi jednotlivci skončil třetí. V srpnu 2017 v Londýně se stal mistrem světa v běhu na 5000 metrů.

## Osobní rekordy
- 5000 m 12:54,83 min (2014)
- 10 000 m 27:17,18 min (2015)